# Naturschutzgebiet Gramstorfer Berge
Koordinaten: 54° 2′ 37,4″ N, 12° 29′ 13,5″ O

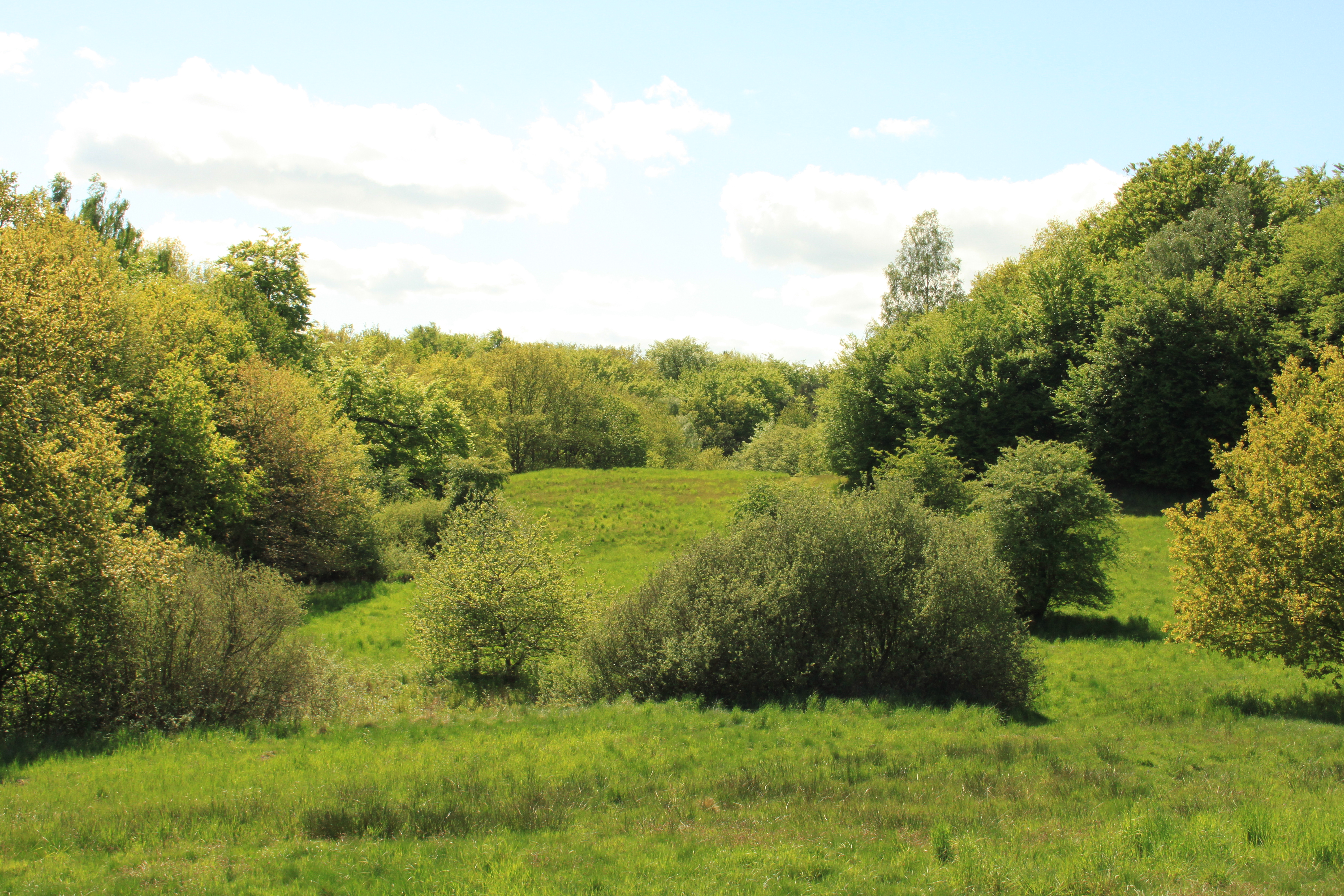
Blick ins NSG Gramstorfer Berge

Das Naturschutzgebiet Gramstorfer Berge ist ein 47 Hektar umfassendes Naturschutzgebiet im Recknitztal in Mecklenburg-Vorpommern zwei Kilometer nordöstlich von Tessin. Namensgebend ist der Ort Neu Gramstorf unweit westlich.
Die rechtliche Festsetzung erfolgte am 28. September 1990. Der Gebietszustand wird als befriedigend eingestuft.
Typisch für die Flächen sind Heide-Pflanzen wie das Heidekraut sowie Drahtschmiele, Blaubeere und Ruchgras.
Eine Zusammenlegung der bisherigen Naturschutzgebiete Maibachtal, Teufelssee bei Thelkow, Ehmkendorfer Moor, Gramstorfer Berge und Recknitzwiesen (teilweise) zum neu auszuweisenden Naturschutzgebiet Lieper Holz ist in Planung.